# 雪虎慶次
雪虎 慶次（ゆきとら けいじ、1997年8月12日 - ）は、インドネシアのパフォーマー、コスプレイヤーとファッションデザイナー。
ブカシ出身。様々な雑誌・書籍・新聞・テレビ番組で紹介された。インドネシアのコスプレイベントで審査員やゲストとして登場している。

## 略歴
インドネシアのジャカルタ在住。アート、ファッション、ビデオゲーム、写真、スポーツ、漫画やアニメを好む。2004年、7歳の時にモデル・子役として芸能界にデビューした。2009年、11歳の時にコスプレイベントに出演しコスプレイヤーとなった。そのイベントで知り合った彼女の友人たちに励まされ、ジャカルタでさまざまなコスプレ大会に参加する。世界のサイバーゲームセス・ナイトロードとして2010年インドネシア国立コスプレ大会トリニティ・ブラッドの決勝で1位を獲得したとき、雪虎は注目を集めるようになった。このことにより雪虎がAnimonsterマガジン、インドネシアのアニメとライフスタイル・マガジンで紹介されることになった。 それ以来、時折コスプレ大会に招待されるようになっている。
雪虎は東京ゲームショウ2014にインドネシアの代表として出演し、国際的なコスプレイヤーとしての活動を開始した。

## ブック
- Widiatmoko, Bayu (2013). AMAZING COSPLAY & CUSTOME IDEA. ジャカルタ, インドネシア: Penerbit Swadaya. ISBN 9786028661935
- "Yukitora Keiji Cos-Photobook 1 - Fighter-" - Google Play Store — (2014)
- "Fighter" — (2014)[10]